# Ausrüstung von Feuerwehrangehörigen

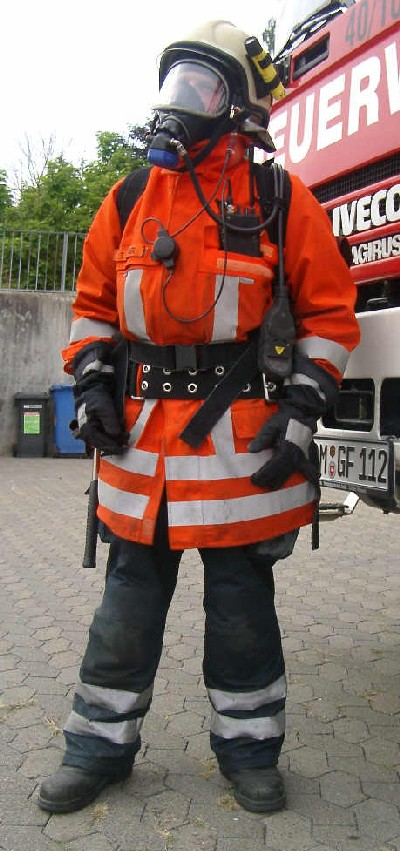
Feuerwehrmann mit erweiterter persönlicher Schutzausrüstung in Niedersachsen

Die Ausrüstung von Feuerwehrangehörigen bietet ihnen Schutz vor den vielfältigen Gefahren eines Einsatzes (z. B. Atemgifte, hohe Temperaturen). Sie wiegt ungefähr 15 kg.

## Allgemeines
Im Dienst für die Feuerwehr sind die Einsatzkräfte ständig hohen Risiken ausgesetzt. Um diese Risiken zu minimieren, wurde spezielle Schutzausrüstung in den Feuerwehren eingeführt. Die Schutzausrüstung soll vor mechanischen und thermischen Einwirkungen schützen. Aufbau und Ausstattung sind in entsprechenden Normen (DIN EN) geregelt.
Die Anforderungen an die Schutzkleidung sind von den Unfallkassen der Feuerwehren in den jeweiligen Unfallverhütungsvorschriften festgelegt. Des Weiteren wurde von den Unfallkassen festgelegt, wann die Schutzausrüstung zu tragen ist.

## Deutschland
Die Schutzwirkung der einzelnen Teile muss der EU-Norm entsprechen. Nicht genormt ist dabei die Farbe, wie fälschlicherweise oft angenommen wird. In Deutschland wird üblicherweise Schutzausrüstung nach HuPF (Herstellungs- und Prüfrichtlinie von Feuerwehrschutzkleidung) und nach DIN EN 469 getragen. Die Notwendigkeit ist in Unfallverhütungsvorschriften der Feuerwehren festgelegt. Je nach Abteilung in der Feuerwehr gibt es unterschiedliche Regelungen, was die Anforderungen der Schutzausrüstung betrifft.
Neben der Schutzausrüstung gibt es für besondere Anlässe auch noch eine Dienstkleidung. Diese gibt es aber nur für die Einsatzabteilung und für die Alters- und Ehrenabteilung. Die Dienstbekleidung kann in den Bundesländern unterschiedliche Bezeichnungen haben.

### Kinderfeuerwehr
Für die Kinderfeuerwehr gibt es keine gesetzlichen Bestimmungen, die eine Schutzausrüstung vorschreiben. Ziel der Kinderfeuerwehr ist neben Spiel und Spaß die Vermittlung des richtigen Verhaltens in Gefahrensituationen ohne den Einsatz von Geräten, daher wird keine Schutzausrüstung benötigt.

### Jugendfeuerwehr
Da in der Jugendfeuerwehr der Einsatz der Einsatzmittel vermittelt und auch mit ihnen geübt wird, ist hier eine Schutzausrüstung Pflicht. Diese ist bei jeder Ausbildung zu tragen, bei der mit Gegenständen der Feuerwehr gearbeitet wird.

#### Persönliche Schutzausrüstung

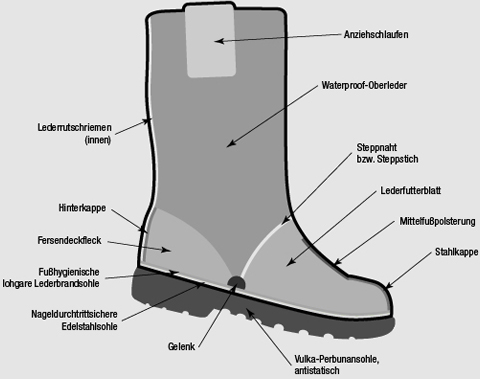
Feuerwehrstiefel Querschnitt

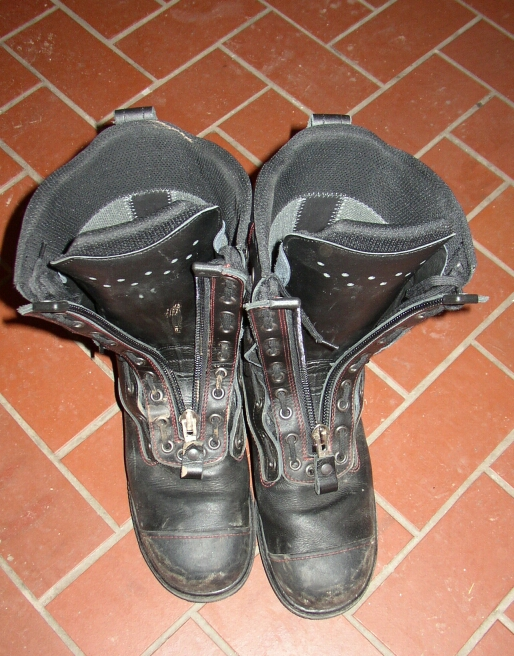
Feuerwehrschnürstiefel

Die Dienstkleidung der Jugendfeuerwehr in Deutschland besteht laut Bekleidungsrichtlinie der Deutschen Jugendfeuerwehr aus:
- festem Schuhwerk (gemäß Unfallverhütungsvorschriften Feuerwehr),
- Jugendfeuerwehrhose,
- Jugendfeuerwehrblouson,
- Jugendfeuerwehr-Schutzhelm mit Jugendfeuerwehrsymbol,
- Schutzhandschuhen (nach EN 388).[3]

#### Zusätzliche Schutzausrüstung
Viele Jugendfeuerwehren beschaffen zusätzlich wetterfeste Jugendfeuerwehrparkas, Sicherheitsschuhe, Sicherheitsstiefel und/oder Öl-Regenjacken. Die Jacken haben die Grundfarbe Blau und an den Schultern Orange. Am Rücken sind sie mit einem Reflektorstreifen versehen. Die Hose ist in Blau mit Reflektorstreifen. Die Allwetterjacke ist blau und ab Brusthöhe orange. Auf dem Rücken befindet sich ein – mit Klett befestigtes – Rückenschild. Dieser ist oftmals mit dem Namen der jeweiligen Jugendfeuerwehr bedruckt.

### Einsatzabteilung

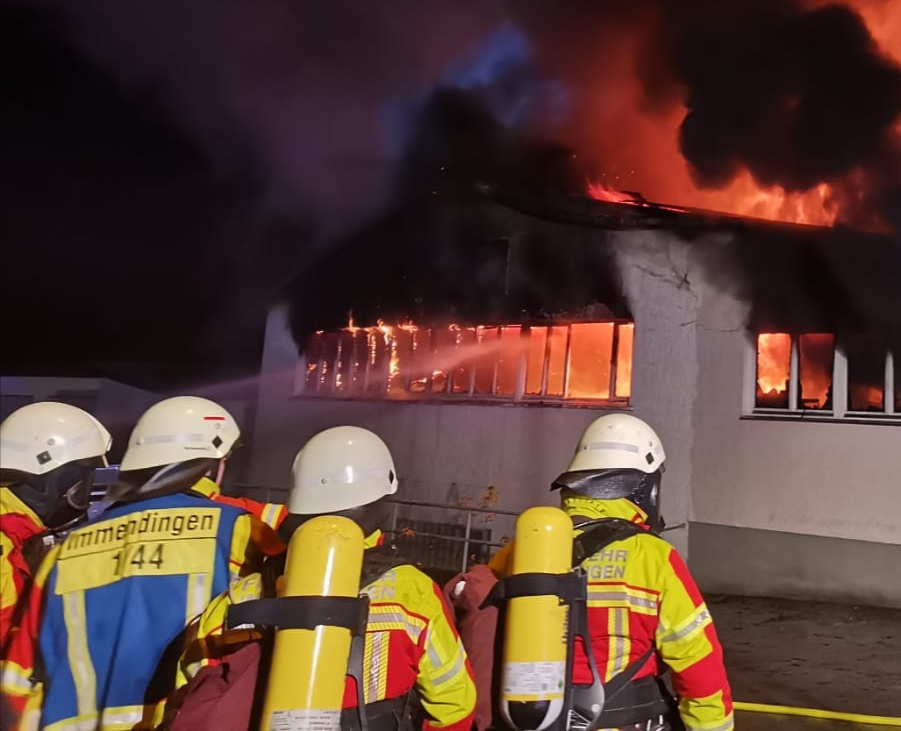
Einsatzkräfte bei einem Industriebrand

Die Einsatzabteilung ist den meisten Risiken ausgesetzt, dementsprechend gibt es hier auch die meisten Ausrüstungsgegenstände. Nicht alle, die hier angesprochen werden, sind auch bei jeder Feuerwehr vorhanden. Je nach Größe und Gefahren im Ausrückbereich gibt es hier Unterschiede. Die Feuerwehrunfallkassen, als Unfallversicherung für Feuerwehrmitglieder, haben mit ihren Unfallverhütungsvorschriften erlassen, dass die Ausrüstung bei jedem Einsatz, Ausbildung und Übung, zu tragen ist.

#### Persönliche Schutzausrüstung
Feuerwehrangehörige schützen sich mit ihren Persönlichen Schutzausrüstungen (PSA) vor den äußeren Gefahren einer Einsatzstelle. Die persönliche Schutzausrüstung stellt den Grundschutz einer jeden Einsatzkraft dar.
Zur PSA gehören:
 Feuerwehrschutzanzug (Jacke und Hose)
Der Schutzanzug ist aus einem feuerhemmenden Material (beispielsweise Aramid, Kermel oder PBI) gefertigt und soll Schutz vor Hitzestrahlung und Flammeinwirkung bieten. Er ist mit Reflexionsstreifen und teilweise zusätzlich fluoreszierenden Streifen versehen, die sich je nach Bundesland in Höhe und Breite, eventuell auch farblich unterscheiden.
Schutzanzüge bestehen aus Schutzhose und Schutzjacke – aber es gibt auch einteilige Overalls. Jedoch werden auch Anzüge, bei denen die Hose eine geringere Schutzstufe als die Jacke erfüllt, getragen. Bei einem Einsatz dieser Variante muss unter der Schutzhose noch eine normale Hose angezogen werden, da die Haut sonst Verbrennungen oder Verbrühungen erleiden könnte. Diese Variante verschwindet aber zusehends, zumindest für Kräfte, die unter Atemschutz arbeiten und den Gefahren eines Feuers direkt ausgesetzt sind.
Laut Norm müssen in Deutschland sowohl Hose als auch Jacke im Brandeinsatz einen Wärmeschutz von 40 kW/m² aufweisen. Bei sehr hohen Temperaturen wird zusätzlich ein Hitzeschutzanzug getragen. Bei dem Vorhandensein von ABC-Stoffen wird je nach Gefahrlage ein spezieller Schutzanzug getragen.
 Feuerwehrhelm mit Nackenschutz

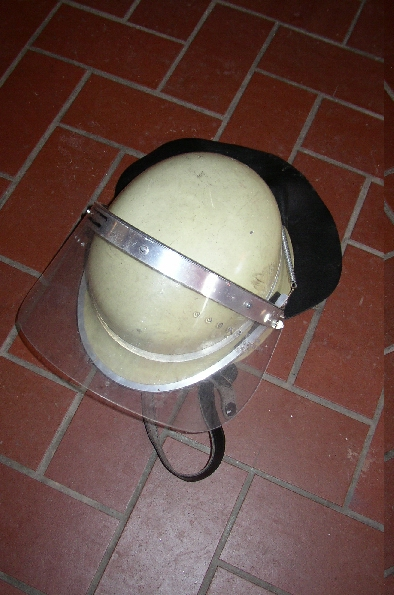
DIN-Feuerwehrhelm F100 der Firma Schuberth mit Visier und Nackenschutz

Ein herkömmlicher Feuerwehrhelm besteht aus Aluminium, Duroplast, Thermoplast, Kevlar (AFK) oder GFK. Er ist mit einem Nackenschutz (meist aus Leder oder Aramidfaserstoff) versehen. Zusätzlich kann ein Visier zum Schutz vor Splittern, aufspritzendem Schaummittel am Zumischer oder gegen Wärmestrahlung (meist mittels aufgedampfter Metalle) montiert werden.
Der Feuerwehrhelm soll den Kopf gegen herabstürzende Gegenstände und umherfliegende Teile schützen und ist deshalb entsprechend den einschlägigen Unfallverhütungsvorschriften und/oder den eigenen Gefährdungsanalysen zu tragen. Die meisten Feuerwehrhelme sind phosphoreszierend nachleuchtend und mit reflektierenden Streifen versehen. Die phosphoreszierende Beschichtung wurde in den 1960er Jahren auf Anregung des Frankfurter Branddirektors Ernst Achilles eingeführt. Je nach Bundesland oder Feuerwehr werden noch zusätzliche reflektierende Einheits- oder Funktionsabzeichen aufgeklebt, die z. B. Führungsdienstgrad und/oder Atemschutzgeräteträger sowie Sanitäter kennzeichnen. Am Helm kann noch zusätzlich eine Helmlampe befestigt werden, um die Hände zum Arbeiten frei zu haben. Auch für Funkgeräte gibt es Garnituren, die am Helm montiert werden können.
Der in Deutschland nach dem Zweiten Weltkrieg gebräuchliche Helm ist in der Grundform eine Annäherung an die militärischen Schutzhelme der damaligen Zeit (z. B. Stahlhelm), während die Feuerwehrhelme im Krieg oder davor die gleichen Helme waren wie die der Armee.
Inzwischen existieren viele Varianten an Form und Schutzwirkung von Feuerwehrhelmen, teils mit fest eingebauten Helmlampen und Visieren. Alle neu eingeführten Helme müssen der DIN EN 443 Feuerwehrhelme entsprechen.
Weitere Informationen zur Geschichte des Feuerwehrhelms finden sich im Hauptartikel Geschichte der Feuerwehrhelme.
Historisch haben sich Helme aus der Pickelhaube des preußischen Militärs (Lederhut mit nach oben stehender Blechspitze, die Hiebwaffen abweisen soll) entwickelt. Später hatten Feuerwehrhelme mitunter einen von vorne oben nach hinten laufenden Kamm (auch: Raupe oder Ziegelbrecher) oder eine 4- bis 6-armige Spinne mit mittiger Hochwölbung zu einem Gipfel. Beide Konstruktionen, zumeist aus Blech geformt und auf den Helm genietet, versteifen den Helm gegen von oben wirkende Schläge, weisen zentral ankommende Schläge zur Seite hin ab und unterstützen das Brechen von oben herunter fallenden Objekten, wie Dachziegel oder Putzschichten oder dämpfen zumindest Schläge durch Eindellung des Blechs.
 Feuerwehr-Schutzhandschuhe

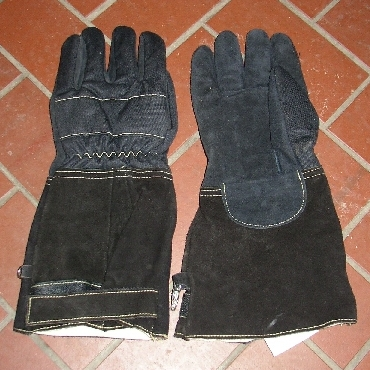
Feuerwehrhandschuhe

Man unterscheidet zwischen zwei Arten von Feuerwehrschutzhandschuhen
1. Brandbekämpfungshandschuhe bestehen aus einem feuerfesten Material wie Textil oder auch Leder mit einer Innenschicht aus Textil (beispielsweise Nomex, Rindsleder, Elchleder) und sind häufig mit Leuchtstreifen versehen.
2. Handschuhe für die technische Hilfestellung (THL-Handschuhe), die eine höhere Schnittfestigkeit aufweisen, werden vor allem zu Hilfeleistungseinsätzen, Übungen und auch bei Brandeinsätzen getragen, dort aber nicht von Atemschutzgeräteträgern im Innenangriff.

Ein Handschuh zur Brandbekämpfung soll ausschließlich für diese Tätigkeit genutzt werden. Dadurch lässt sich die Gefahr von Verletzungen durch beschädigte Handschuhe minimieren. Zudem verfügen die modernen Handschuhe aus Textil über die gleichen Eigenschaften wie die Schutzkleidung (Jacke, Hose) der Einsatzkräfte.
Der Handschuh für die Technische Hilfeleistung ist hingegen auf mehr Tastgefühl und Schnittschutz ausgelegt, einen thermischen Schutz bietet er kaum bis gar nicht.
Bei Einsätzen, bei denen man mit Blut in Berührung kommen könnte, wie z. B. bei Personenrettung, wird unter den Feuerwehrschutzhandschuhen zusätzlich oft noch ein Einmalhandschuh (Latexhandschuh) getragen, um Infektionen zu vermeiden.
Feuerwehrschutzschuhwerk
Das Feuerwehrschutzschuhwerk besteht aus Stiefeln (meist Leder), mit besonders starkem Profil, welche mit Stahlkappen und Öl-resistenten, durchtritt- und rutschsicheren Sohlen versehen sind. Feuerwehrstiefel werden aber auch neben vielen anderen umfangreichen Prüfungen auf elektrische Durchlässigkeit geprüft. So müssen sie mindestens einen elektrischen Widerstand von 1.000 Ohm aufweisen. Feuerwehrschutzschuhwerk muss ab Oktober 2007 der DIN EN 15090 entsprechen. Fabrikationen mit der EN 20345:2004 dürfen aber weiterhin getragen werden. In den ABC- beziehungsweise Gefahrstoffeinheiten werden unter anderem auch chemikalienbeständige Kunststoffstiefel getragen, welche ebenfalls mit Stahlkappen und einer durchtrittsicheren Sohle versehen sind.
Es gibt sowohl Schlupfstiefel („Knobelbecher“), als auch Schnürstiefel im Feuerwehrdienst, letztere werden mit einem Reißverschluss geschlossen. Die Feuerwehrstiefel sollen die Feuerwehrangehörigen vor Brandeinwirkung, Ausrutschen, Umknicken, Nässe und herabstürzenden Teilen schützen und sind ebenfalls bei jedem Einsatz zu tragen. Neben Stiefeln, die nur die Grundanforderungen erfüllen, statten viele Hersteller ihre teureren Stiefel mit Membranen (z. B. Gore-Tex, Sympatex, oder Firetex) aus, die einen besseren Nässeschutz gewährleisten und die Stiefel atmungsaktiv machen sollen. Einige Stiefel verfügen auch über Kevlar-Einlagen, die einen begrenzten Schnittschutz gegen Motorsägen bieten.
Die Schutzhose wird über den Stiefeln getragen, so dass von oben nichts in die Stiefel hinein fallen (z. B. Glut) bzw. fließen (Chemikalien u. a.) kann.

#### Spezielle persönliche Schutzausrüstung

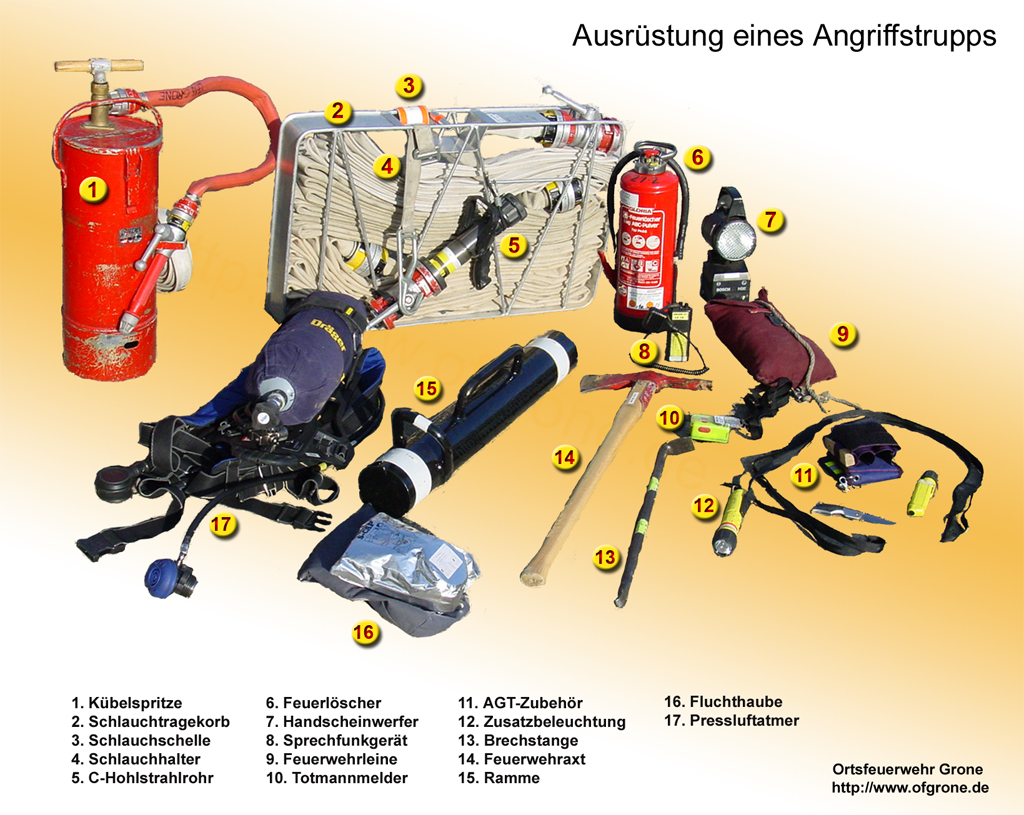
Diverse Gegenstände als Zusatzausrüstung für einen Angriffstrupp

Für besondere Gefahren existiert neben der persönlichen Schutzausrüstung zusätzlich spezielle persönliche Schutzausrüstung für die Einsatzkräfte in den Feuerwehren. Diese Ausrüstung ist an die Art und Anzahl der besonderen Gefahren abgestimmt.

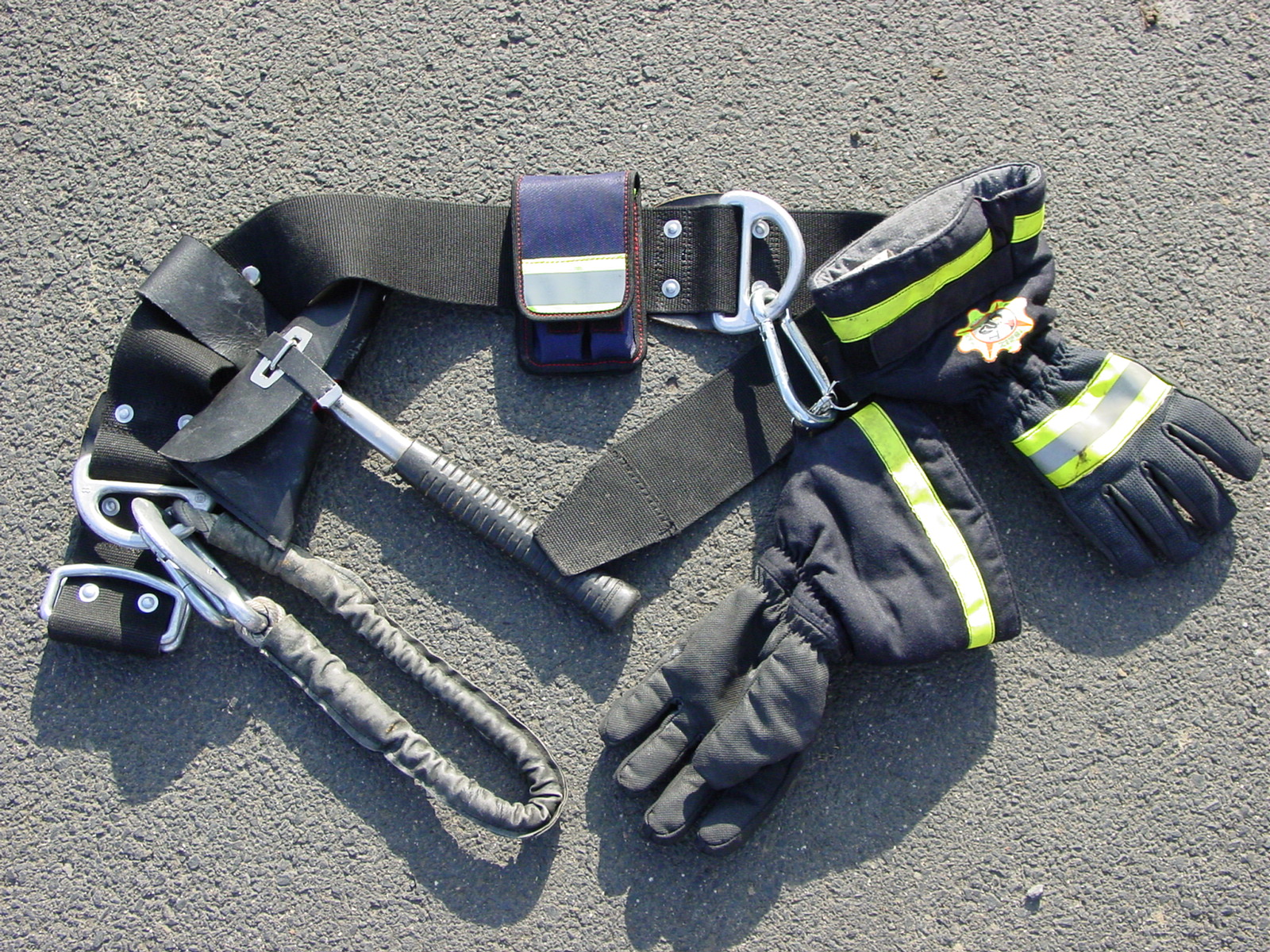
Feuerwehrhaltegurt mit Feuerwehrbeil, Feuerwehrschutzhandschuhen und Zubehör

Diese Ausrüstungsteile können z. B. sein:
- Feuerwehrschutzkleidung gegen erhöhte thermische Einwirkungen, wenn die allgemeine Feuerwehrkleidung nicht den Zulassungen für den Innenangriff entspricht.

Damit sind die Feuerwehrüberhosen und -jacken für den Innenangriff gemeint, aber nicht die Hitzeschutzkleidung
- Feuerwehrhaltegurt (ehemals Feuerwehrsicherheitsgurt, vormals Hakengurt oder Breitgurt)

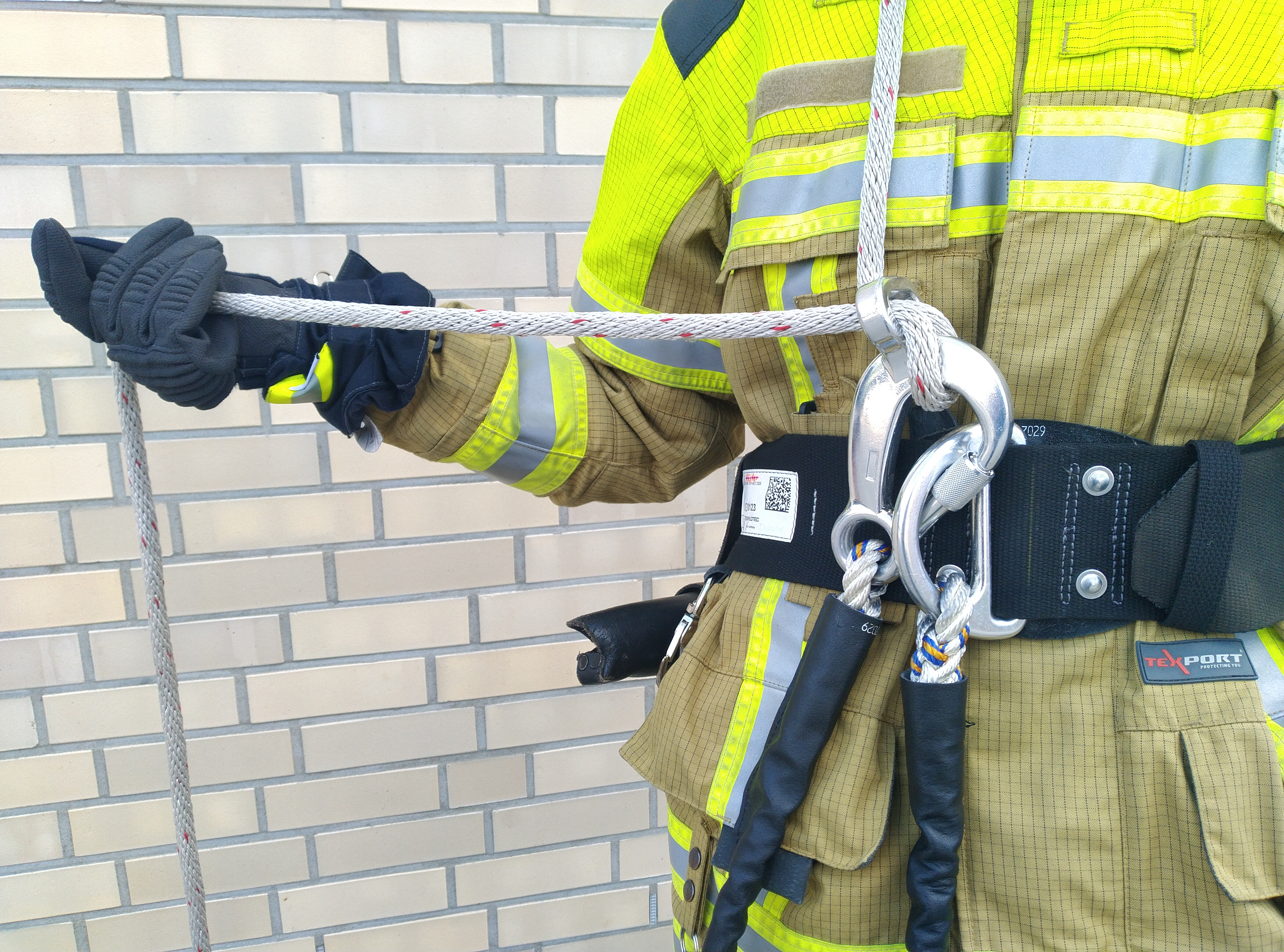
Feuerwehrhaltegurt vom Typ FHA mit durch die Multifunktionsöse geführter Feuerwehrsicherheitsleine zur Selbstrettung

Er verfügt über eine Öse und einen Karabinerhaken, die das Halten und Selbstretten aus Höhen mittels Feuerwehrleine ermöglichen, und wird heute nur noch aus textilen Gurtmaterialien – früher auch aus Leder – hergestellt. So wird er beispielsweise während einer Brandbekämpfung in einem mehrgeschossigen Gebäude getragen, um sich bei einem eventuell plötzlich abgeschnittenen Rettungsweg mittels Feuerwehrleine und Gurt abseilen zu können. Moderne Schutzjacken verfügen optional über ein integriertes Gurtsystem (z. B. BIG FIRELINER der Firma Consultiv), wenn diese genutzt werden entfällt die Notwendigkeit einen Feuerwehrhaltegurt zu tragen.
- Feuerwehraxt / Feuerwehrbeil

Die Feuerwehraxt ist eine Axt, die für die besonderen Ansprüche im Feuerwehrdienst gestaltet ist. Sie verfügt sowohl über den herkömmlichen breiten Keil, zum Schneiden und zerkleinern von Holz, als auch über eine schmale, spitze Hacke auf der gegenüberliegenden Seite. Diese Hacke dient zum Einschlagen von Türen oder als Einreißhaken. Siehe auch Notfalltüröffnung.
- Feuerwehrleinen
- Bandschlinge. Endlos zusammengenähte Schlinge aus Textilbandmaterial (meist synthetisch, ca. 20 mm breit) zum gefahrlosen Öffnen von Türen, Kontakthalten in der Gruppe, Bergen, Selbstsicherung und diversen Einsätzen, die aus dem Bereich des „technischen Kletterns“ bekannt sind. Bandschlingen für diese Einsätze sind meist ca. 180 cm lang und entsprechen idealerweise den Anforderungen für Kletterzwecke (Bruchfestigkeit, Sicherheit der Nähte etc.)
- Atemschutzgerät (mit entsprechender Atemschutzmaske, auch mit Totmanneinrichtung)
- Flammschutzhaube

Die Flammschutzhaube besteht aus 1 bis 3 Stofflagen. Sie wird über den Kopf gezogen und soll alle noch nicht durch Helm und Schutzanzug geschützten Körperteile wie Ohren, Hals und Haare vor Flammen- und Hitzeeinwirkung schützen. Gebräuchlichste Materialien sind Nomex oder Kevlar.
- Warnweste

Bei Einsätzen im Verkehrsraum fordert die UVV Feuerwehr (GUV-V C53, § 17 (3)) den Schutz der Feuerwehrangehörigen durch Warn- und Absperrmaßnahmen. Unter anderem wird dies durch das Tragen geeigneter persönlicher Schutzausrüstung erreicht.
Die verbreitetsten Warnwesten, sind welche, die der EN 471 Klasse 2 entsprechen. Es werden aber auch spezielle Feuerwehr-Schutzanzüge angeboten, die dieser Vorschrift genügen. In einigen Bundesländern sehen die Unfallkassen das Tragen der Feuerwehrschutzkleidung nach HuPF als ausreichend an (Etwa-Wirkung).
- Kennzeichnungsweste

Neben Warnwesten werden im Feuerwehrdienst auch Kennzeichnungswesten getragen. Diese dienen der Kennzeichnung von Funktionsträgern an der Einsatzstelle (z. B. Einsatzleiter, Fachberater, Atemschutzüberwachung, Gruppen- und Zugführern). Kennzeichnungswesten können in einigen Fällen die Anforderungen an Warnwesten nach EN 471 Klasse 2 erfüllen, dies trifft jedoch nicht auf alle Kennzeichnungswesten zu. Unter anderem wenn die Weste nicht ausreichend reflektierend ist.
Die Bedeutung der einzelnen Kennzeichnungswesten sind auf Länderebene geregelt. Neben Kennzeichnungswesten werden mancherorts auch farbige Schulterkoller verwendet.
Je nach Einsatzart kann auch folgende Schutzausrüstung / Sicherheitsausrüstung zum Einsatz kommen:
- Höhenrettungsausrüstung (viele Teile sind aus dem Bergsteigen bekannt)
- Tauchausrüstung
- Wathose
- Handsprechfunkgerät
- Gehörschutzmittel
- Dosimeter
- Chemikalienschutzanzug
- Kontaminationsschutzanzug
- Hitzeschutzkleidung
- Schnittschutzkleidungen

### Alters- und Ehrenabteilung
Mitglieder der Alters- und Ehrenabteilung nehmen nicht am Ausbildungs- und Einsatzdienst teil und daher wird auch keine Schutzausrüstung benötigt.
Sie tragen die dem Bundesland entsprechende Feuerwehrdienstuniform, mit dem letzten Dienstgrad, den sie in der Einsatzabteilung erreicht haben.
Die Abteilung kann auch unter anderen Bezeichnungen bestehen, z. B. heißt sie in Hessen gemäß § 10 des Hessischen Brand- und Katastrophenschutzgesetzes Ehren- und Altersabteilung.

## Österreich

### Dienstbekleidung grün, blau oder sandgelb

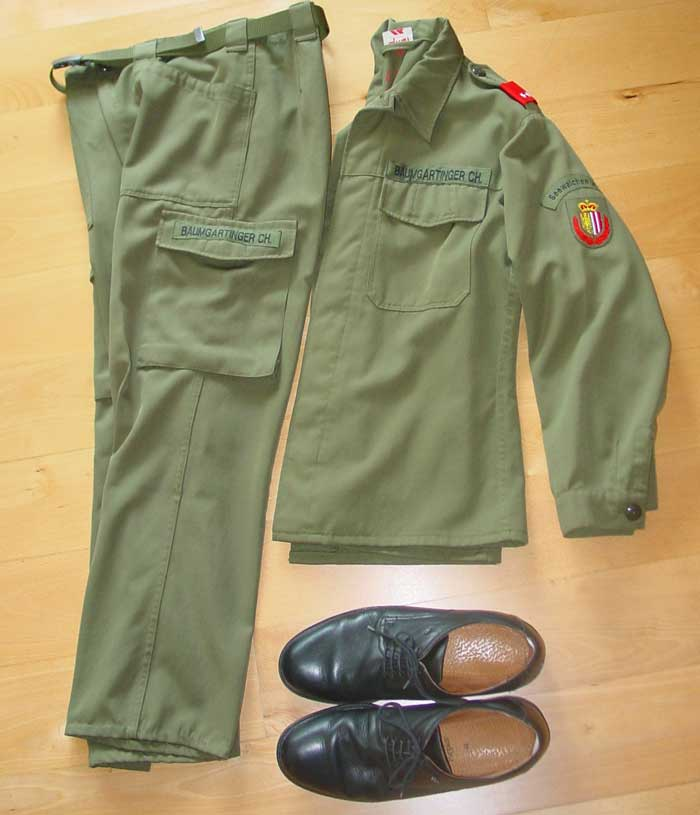
Dienstbekleidung Grün (Österreich)

Bei Schulungen, Jugendarbeit und sonstigen Veranstaltungen wird die Dienstbekleidung in grün, sandgelb oder blau getragen. Diese hat keinerlei Schutzfunktion und darf bei Einsätzen nicht getragen werden. Sie besteht aus einer Hose, einer Bluse mit Schulterspangen, einem Diensthemd mit Schulterspangen und der Dienstmütze und ist mit oder ohne Krawatte sowie mit schwarzen Socken und schwarzen Schuhen zu tragen.
Es können aber auch blaue T-Shirts sowie im Winter dazu passende einheitliche Pullover oder Westen getragen werden. Statt der Dienstmütze werden auch vermehrt einheitliche schwarze Baseball-Kappen mit Aufschrift getragen. Diese Dienstbekleidung kann in anderen Bundesländern auch andere Namen haben.

### Dienstbekleidung braun

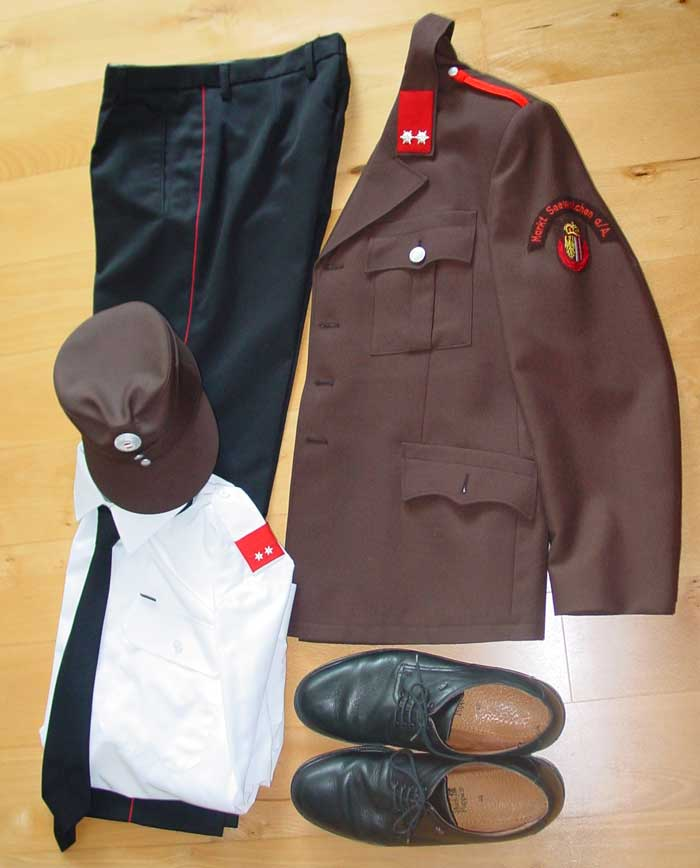
Dienstbekleidung Braun (Österreich)

Bei festlichen Veranstaltungen wie Florianimessen, Vollversammlungen, Besuchen, aber auch zu Tagungen und Begräbnissen wird die Dienstbekleidung I Braun bzw. Blau (Kärnten) getragen. Diese besteht aus einem weißen Diensthemd mit Schulterspangen, einem braunen/blauen Uniformrock mit aufgenähten Dienstgraden, einer schwarzen Hose mit seitlichen roten Linien sowie einer braunen/blauen Dienstmütze und ist in schwarzen Schuhen mit schwarzen Socken zu tragen. Es werden ebenfalls sämtliche Abzeichen in der höchsten Stufe (z. B. FLA, FuLA, WLA, Dienstmedaille, Ehrungen) auf dem Uniformrock angebracht.
Bei Paraden oder anderen Aufmärschen in Formation wird diese Dienstbekleidung auch teilweise mit dem alten Spinnenhelm und Leibriemen (Gürtel über der Bluse) getragen. Diese Trageweise wird jedoch speziell dort geringer, wo sich der neue Feuerwehrhelm schon durchgesetzt hat.

## Schweiz
In der Schweiz sind aufgrund der föderalen Struktur der Feuerwehr sowohl die Schutzbekleidung, als auch die eigentliche Uniform nicht einheitlich geregelt. Vielerorts besteht neben der Schutzbekleidung eine blau-gelbe Arbeitsuniform (bestehend aus Latz- oder Bundhosen sowie einem Kittel), welche einerseits für Tätigkeiten verwendet wird, die nicht mit der Notwendigkeit des Tragens von Schutzbekleidung einhergehen, und die andererseits auch zu formellen Anlässen getragen werden kann. Eine spezielle Uniform für formelle Anlässe bildet die Ausnahme. Die Arbeitsuniform ist in der Regel mit einem Namensschild des Trägers sowie dessen Dienstgrad versehen und enthält in Form eines Abzeichens meist einen Hinweis auf die Feuerwehrorganisation.
Im Kanton Zürich hat die Gebäudeversicherung des Kantons Zürich zu einer gewissen Vereinheitlichung von Uniformen beigetragen. So besteht die normale persönliche Ausrüstung eines Feuerwehrangehörigen aus drei Kleidungsstücken, nämlich der Brandschutzjacke, der Arbeitsuniform sowie der leichten Arbeitsbekleidung. Während für die Mannschaft die Brandschutzjacke und die leichte Arbeitsbekleidung in Rot gehalten sind, tragen Offiziere zur besseren Erkennbarkeit sowohl Brandschutzjacke als auch leichte Arbeitsbekleidung in Gelb. Für die Arbeitsuniform gibt es, mit Ausnahme des Abzeichens für den Dienstgrad hingegen in der Regel keine Unterscheidung zwischen Mannschaft und Offizieren.
Ferner weisen einzelne Feuerwehrorganisationen eine Vielzahl von spezifischen Bekleidungen auf. So bestehen teilweise persönlich abgegebene Regenbekleidung oder Arbeitsoveralls.

## Historischer Feuerwehrschutzanzug

### Deutschland

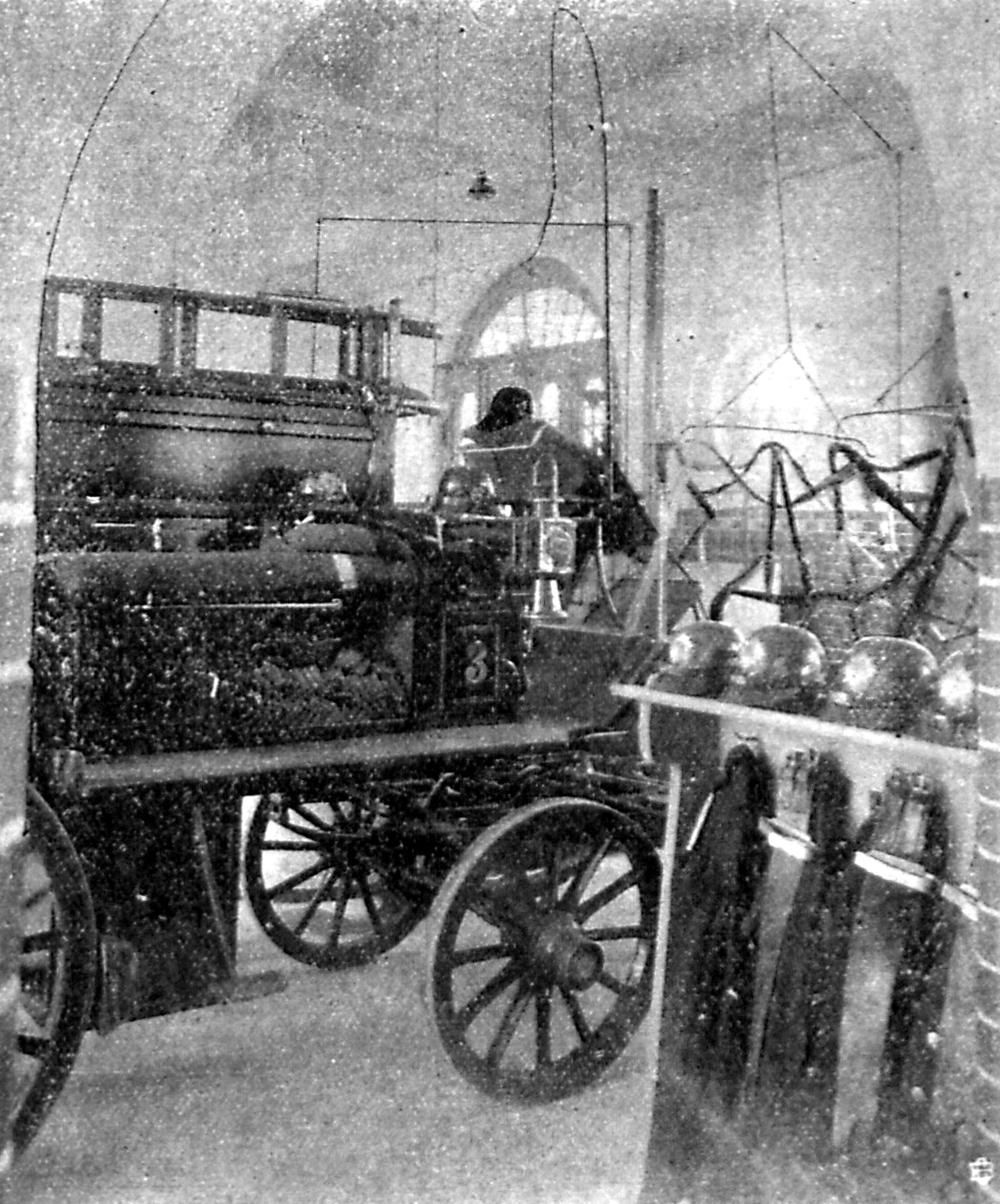
Am Stand eines Alarmfahrzeuges (1906)

Der deutsche Feuerwehranzug hat eine weitreichende Geschichte. In der Frühzeit des organisierten Feuerlöschwesens verfügten Feuerwehrdienstleistende lediglich über eine Uniform, vergleichbar mit dem heutigen Dienstanzug. Im Kaiserreich war die Uniform der Feuerwehr der Uniform des Heeres angeglichen. Während der Zeit des Nationalsozialismus wurde die Feuerwehruniform durch die Uniform der Feuerschutzpolizei ersetzt.
Nach dem Zweiten Weltkrieg wurde das Feuerlöschwesen in der Bundesrepublik Deutschland Ländersache, dementsprechend entwickelten sich auch die Dienstanzüge und eventuell separate Schutzkleidung je nach Bundesland unterschiedlich.
In Bayern bestand der Dienstanzug beispielsweise aus einem blauen, hochgeschlossenen Sakko, sowie einer schwarzen Mischwollhose, die flammenfest war. Sofern lediglich diese Garnitur im Einsatz getragen wurde, kamen Lederstiefel (auch „Schlupfstiefel“ genannt) mit einer Stahlkappe und einer Aluminiumplatte in den Sohlen, sowie ein Paar einfacher Lederhandschuhe und dem deutschen DIN-Helm mit Nackenleder hinzu. In Bayern wurde nach dem Zweiten Weltkrieg auch mit der Einführung einer separaten, auf den Brandeinsatz hin optimierten Schutzkleidung begonnen. Der Schutzanzug Bayern wurde teilweise aus ausgedienten Zeltbahnen der Besatzungsmächte genäht und war bis zur Ablösung durch den verbesserten Bayern 2 in den 1970er Jahren im Einsatz.
In einigen Feuerwehren wurde dennoch lange Zeit nur der Dienstanzug vorgehalten, der auch im Einsatz verwendet wurde. Spätestens mit dem Übergang vom Außen- zum immer häufiger werdenden Innenangriff unter Atemschutz und den verbundenen Gefahren durch Flammbeaufschlagung in den 1970er und 1980er Jahren wurde jedoch die Notwendigkeit eigens hierfür gestalteter Feuerwehrschutzkleidung erkannt.
Die vollständige Trennung zwischen dem repräsentativen Dienstanzug und der vornehmlich auf Schutzwirkung ausgelegten Einsatzbekleidung wurde Ende der 1980er Jahre durch das Aufkommen der ersten Flammschutzhosen und -mäntel vollendet. Weitere Ausrüstungsgegenstände aus Nomex, wie beispielsweise Flammschutzhauben, komplettierten im Laufe der 1990er Jahre die persönliche Ausrüstung des Feuerwehrdienstleistenden.
Die Form des Dienstanzuges (vereinzelt auch Ausgehuniform genannt) änderte sich seit der vollständigen Trennung zwischen Dienstanzug und Schutzkleidung nur noch wenig. Wo vorhanden, entfiel die Möglichkeit, das Sakko oben zu schließen. Das Aussehen des Dienstanzugs ist durch das jeweilige Bundesland geregelt.

### Österreich
In Österreich werden viele ältere Einsatzhosen und Blusen mit einer Schutzwirkung von 20 kW/m² weiterverwendet. So stehen für Brandeinsatz und technischen Einsatz zwei verschiedene Uniformen zur Verfügung. Wird jedoch bei einem Brand eine Einsatzbekleidung mit einer Schutzwirkung von 20 kW/m² getragen, wird eine zusätzliche Schutzausrüstung benötigt.
War bis vor einigen Jahren die Farbe der Einsatzbekleidung bis auf einige Bundesländer einheitlich grün mit blauen oder orangen Schutzjacken, wurde in einigen Bundesländern die Farbe der gesamten Einsatzbekleidung auf blau oder sandgelb umgestellt, wobei aber alte Bekleidungsstücke ausgetragen werden können. Die Umstellung wird gerade bei kleineren Feuerwehren noch einige Jahre andauern. Unabhängig davon, werden vor allem von Feuerwehren, die auf Autobahnen Einsätze fahren, auch rote Schutzanzüge aus Sicherheitsgründen verwendet. Dies wird zwar von den Landesfeuerwehrverbänden nicht gerne gesehen, diese können es aber nicht verbieten, da die einzelne Feuerwehr dafür verantwortlich ist.
In Österreich werden vielerorts noch die so genannten Spinnenhelme der Wiener Form verwendet. Diese werden langsam, entsprechend den finanziellen Möglichkeiten der einzelnen Feuerwehren, durch neuere Modelle ersetzt.